# Дейч, Меер Мордухович
Меер Мордухович (Михаил Максимович) Дейч (латыш. Mejers Deičs; 10 декабря 1920 года, Даугавпилс, Латвийская Республика — 9 января 2019 года, Рига, Латвия) — советский комсомолец-подпольщик, ветеран 201-й стрелковой дивизии (позже 43-й), советский хозяйственный деятель, основатель группы компаний RD (Латвия), автор книги воспоминаний «67 лет. Лучший возраст для бизнеса. Капитан Дейч из пехоты» (2016).

## Детство и юность
Меер Дейч родился 10 декабря 1920 года в Даугавпилсе в бедной еврейской семье. Его родители: мещанин Мордух Авсеевич Дейч и Роха-Фейга Давидовна Дейч, урождённая Блаер. В Российской империи фамилия писалась как Дейц. Родовые корни  семьи Дейч обнаружились в Ковенской губернии, в местечке Красногорка Новоалександровского уезда. Очевидно, эта фамилия была принята родоначальником семьи Менделем Дейцем в 1804 году. Что легло в её основу, была ли она выбрана кем-то из кагального управления или самостоятельно, установить невозможно.
Меер рано осиротел: его отец умер 12 февраля 1924 года, оставив жену с 5 детьми на руках. Семья очень бедствовала, так как мать перебивалась только сезонными заработками, в летнее время подрабатывая в Юрмале поваром. Тогда за младшими братьями присматривала старшая девочка — Голда. Она же стала первой кормилицей семьи, когда ей исполнилось 18 лет.
В 5 лет мать отправила Меера в хедер — еврейскую начальную школу. Проучившись там два года, в 1927 году он поступил в первый дошкольный класс Первой еврейской семилетней школы, а через несколько месяцев был переведён во второй дошкольный класс.
В школе на углу улиц Райниса и Краславас учились дети городской бедноты, так как плату за учёбу здесь не взимали. Некоторые учителя этой школы были прогрессивно настроены, а возможно, и являлись подпольщиками, помогая созданию в школе подпольной пионерской организации. В старших классах действовала подпольная комсомольская организация. Старшие товарищи вовлекли Меера в пионеры — в возрасте 11 лет он подпольно вступил в эту детскую коммунистическую организацию. Там он получил конспиративное имя Михаил, которым пользовался всю жизнь.
В 1933 году он вступил в комсомол и был назначен старшим ячейки, несмотря на то, что в ней были ребята старше его по возрасту. Закончив пять классов, в июне 1934 года он бросил школу и поступил на работу учеником заготовщика обуви в мастерскую Цодика и Файвуша Плунгиных. Три года он работал бесплатно, зарабатывая только на сверхурочных 20 сантимов в час. На 20 сантимов можно было купить 2,5 кг картофеля или 1 кг яблок. Поэтому Меер искал другие подработки — например, нанимался на ночную работу грузчиком.
В комсомольской организации (с 1937 года — Союз трудовой молодежи Латвии (СТМЛ), в который объединились комсомол и Союз демократической молодежи) он с 1938 года отвечал за выпуск нелегальной газеты «Латгальская правда». По конспиративным каналам юноша получал восковки, бумагу и краску для газеты, размножал её и передавал на распространение. Работал ночью, сохраняя тайну даже от друзей. Газета выходила на русском и латгальском языках.
СТМЛ пользовался широкой поддержкой населения, причём не только бедноты. Например, материалы для подпольной газеты Дейч получал от типографии Клюмеля в Даугавпиле. Там работал коммунист по фамилии Ефун, погибший во время войны, став бойцом Латышской дивизии. Но подпольщиком был и сын «капиталиста» — владельца типографии, Абрам Клюмель. А тексты газеты Мееру передавал Мостов, он был членом партии (подпольно), хотя его семья имела мельницу.
Когда в 1939 году после массовых арестов латгальский комсомол понес чувствительные потери, были схвачены и брошены за решетку Борок, Гуревич, Мостов, Люцко и многие другие лидеры трудовой молодежи, Дейчу поручили восстановить контакты с центром в Риге.
После 17 июня 1940 года, политическая система начала меняться. Был отменён введённый после осуществлённого Карлисом Улманисом государственного переворота 15 мая 1934 года запрет на деятельность политических организаций, и около 200 членов СТМЛ взялись за организацию первых выборов. Секретарем горкома был избран популярный молодёжный лидер Павел Лейбч. Голосование прошло на волне энтузиазма: соревновались, кто раньше придёт на участок для голосования. Большинство голосов получил Блок трудового народа.
К новому 1940/41 учебному году комсомол направил Меера на работу старшим пионервожатым в 1-ю еврейскую основную школу, где он раньше учился. В этой школе был открыт вечерний поток, там он продолжил учёбу в шестом классе и за год освоил также программу и седьмого класса.

## Добровольцем в Латышскую дивизию
С началом Великой Отечественной войны Меер Дейч и его семья эвакуировались в тыл — село Цепочкино Уржумского района Кировской области. В июле 1941 года он записался добровольцем в 201-ю стрелковую Латышскую дивизию и прибыл в Гороховецкие лагеря, где получил военную специальность пулемётчика.
В декабре 1941 года дивизия была переброшена на фронт и вступила в наступательную операцию под Москвой возле Наро-Фоминска. Поскольку части Красной армии несли тяжелые потери, Меер Дейч очень скоро стал из рядового командиром отделения. Накануне Нового года он получил первое ранение и был переправлен на лечение в госпиталь, а после него прошёл обучение на курсах по подготовке младших лейтенантов учебного батальона, действовавшего в Латышском запасном полку в Гороховецких лагерях с весны 1942 года. Там он получил первое офицерское звание и специальность командира миномётчиков.
С боями подразделения Латышской дивизии (уже 43-й Гвардейской) дошли до Латвии и участвовали в её освобождении от немецко-фашистских захватчиков, а затем в боях в Курляндском котле.

## От рабочего до руководителя предприятия
В августе 1946 года Меер (Михаил Максимович) женился на Мире Хаймовне Юдельсон. У этой пары родилось трое детей: Рая, Роберт и Рахмиэль. В апреле 1947 года Дейч демобилизовался из Вооруженных сил и пошёл работать по своей гражданской специальности. К 10 июня 1947 года, когда молодой человек неполных 27 лет был принят в Промкомбинат Сталинского (затем Октябрьского и Зиемельского) района Риги заготовщиком обуви, его трудовой стаж насчитывал 13 лет.
В производстве Михаил Максимович проявил организаторские таланты: уже 13 февраля 1948 года его назначили заведующим заготовочной мастерской, затем начальником кожевенно-обувного цеха, а 14 марта 1950 года — начальником цеха бытового обслуживания, галантерейно-обувного цеха.
Без отрыва от производства он в 1954 году окончил Всесоюзный техникум легкой промышленности (заочное отделение).
1 мая 1955 года Дейч стал начальником обувного цеха № 1 Кожевенно-обувного комбината г. Риги и главным инженером комбината. После реорганизации системы промышленной кооперации 4 января 1957 года переведен в Кожевенно-обувной комбинат при Рижском горисполкоме, а 1 ноября 1958 года назначен главным инженером обувной фабрики «Ригас Апавниекс» («Рижский обувщик»). Он неоднократно награждался за успехи в социалистическом соревновании и инициативность почетными грамотами и денежными призами.
С 30 ноября 1961 года по 1 августа 1970 года Меер Дейч разрабатывал новые модели и технологии обувного производства в Нормативно-конструкторском бюро Главного управления бытового обслуживания населения Латвийской ССР, преобразованном затем в Латвийский государственный проектно-технологический институт Министерства бытового обслуживания Латвийской ССР — «Латгипробыт». В 1965 году, в возрасте 45 лет, поступил в Московский технологический институт и успешно окончил его экономический факультет. Тема его дипломной работы — «Строительство цеха по производству обуви для индпошива» — была абсолютной новинкой в истории штучного производства обуви в СССР и основывалась на собственном опыте автора в системе бытового обслуживания. «Оппонентом был Всесоюзный научно-исследовательский институт по бытовому обслуживанию населения, который считал, что моя идея невыполнима и невыгодна, а я доказал обратное. Это же была практическая работа, добытая собственными знаниями, пониманием, подходом к этому делу», — вспоминает Дейч. Ему предлагали сделать из дипломной работы диссертацию на соискание ученой степени кандидата экономических наук, однако он отказался.
Разработанная Дейчем система конвейерного пошива обуви была внедрена на предприятии «Rīgas apavi» («Рижская обувь»), однако из-за допущенных организационных ошибок производство было убыточным. Когда министр бытового обслуживания Латвийской ССР Иван Григорьевич Бастин упрекнул Дейча в том, что его идея плоха, тот предложил отдать предприятие под его руководство. 1 августа 1970 года он возглавил «Rīgas apavi» — предприятие с убытками в 300 тысяч рублей и оборотом около двух миллионов.

## «Rīgas apavi» — образец для всего Союза
Уже в четвёртом квартале 1970 года убыточное предприятие получило прибыль и Переходящее Красное знамя Минбыта Латвийской ССР — знак признания и почета в масштабах целой отрасли. Идея Дейча была в том, чтобы выровнять нагрузку на производство: когда нет индивидуальных заказов, загрузить конвейер обувью массового пошива. Это требовало более сложной организации труда, чем на обычной обувной фабрике.
«Rīgas apavi» стало образцовым предприятием бытового обслуживания в масштабах Советского Союза.
«В 1973 году по плану намечается изготовить 124 тысячи пар обуви, но М.Дейч и специалисты предприятия считают, что эту цифру можно довести до 160 тысяч. В первом полугодии продано 80 тысяч пар (такое количество объединение дало за весь 1970 год). Нынче сверхплановая продукция индпошива должна составить 30 %», — писала городская вечерняя газета «Ригас Балсс».
Мееру Дейчу принадлежит идея создания люкс-ателье пошива обуви «Элегант» («Elegants» — латыш'.) Качество изготовления продукции в этом ателье было выше, чем у импортной обуви из Италии. Финляндии и Венгрии. Поскольку удовлетворить спрос при «массовой», низкой цене было невозможно, Дейч добился в Государственном комитете по ценам разрешения ставить на эту обувь цену, достойную качества и спроса на неё. Это был беспрецедентный случай в системе бытового обслуживания, и личное решение председателя комитета Миервалдиса Рамана.
На базе «Rīgas apavi» проводили семинары всесоюзный НИИ и Министерство бытового обслуживания СССР, были мысли развивать рижский опыт по всей стране. «Rīgas apavi» было самым эффективным производством всего министерства бытового обслуживания СССР.
Впервые в республике Дейч подготовил и осуществил опыт подготовки руководящих кадров — в 1985—86 годах был создан второй эшелон руководителей, которые в течение месяца самостоятельно работали на должности, для которой служили резервом.
«Когда я принял фабрику, на ней работало около 1200 человек при объеме производства около двух миллионов рублей. Когда ушел, работало 900 человек и продукции давали на 15 млн, прибыль составляла миллион, а еще 300 тысяч было спрятано в резервах. У нас была самая высокая заработная плата среди рабочих Латвии — в среднем 280 рублей. Я думаю, что был, наверное, единственным в Латвии таким директором-долгожителем. Хотя были попытки убрать меня с этого поста. Особенно после того, как мои старшие дети подали документы на выезд в США», — вспоминает М. М. Дейч.

## Частный бизнес
В 1987 году Рая с мужем Александром Гамарником и Роберт Дейч с женой подали документы на эмиграцию из Советского Союза, что означало конец карьере их отца. Министр Язеп Донатович Тумовс-Бекис предложил ему перевестись из «Rīgas apavi» в проектный институт «Латгипробыт». Однако там Дейч проработал недолго и вскоре он создал кооператив по пошиву обуви и кожгалантереи «Корд». Расширяя круг деятельности, предприятие начало торговать компьютерами, другой техникой – тем, что развилось в известную компанию RD (это первые буквы имен сыновей, Роберта и Рахмиэля Дейчей).
При организации «Корда» Дейчу удалось пробить проект, способствовавший развитию кооперативного движения в Латвии: был установлен нулевой налог на добавленную стоимость для кооперативов. Свое предложение на этот счет Дейч вручил министру прямо перед заседанием правительства, где в повестке значился этот вопрос и на обсуждение был предложен проект решения, подготовленного министерством. Но в ходе дискуссии был принят альтернативный вариант.
Михаил Максимович проработал в RD до 2002 года, отвечал за экономику и организацию бизнес-процессов в холдинге, руководил компанией RD-Līzings. На пенсию вышел в 82 года.
Даже будучи в преклонном возрасте, он совершал раз в год-два многочасовые перелеты в США, чтобы повидать детей, внуков и правнуков.

## Награды

### Военные
- Орден Отечественной войны II степени (дата подвига 12 августа 1944 года, за умелое руководство ротой при наступлении 130 стрелкового корпуса и форсировании реки Айвиексте в районе посёлка Виесите. В бою Дейч был ранен, но из боя не вышел и продолжал руководить своим подразделением)[4].
- Орден Красной Звезды (дата подвига 5—19 марта 1945 года, за умелое руководство миномётной ротой и корректировку огня, в результате чего были уничтожены девять пулемётных гнёзд, три подводы с боеприпасами, три противотанковых орудия, около пятидесяти офицеров и солдат противника)[5].
- Орден Отечественной войны I степени, в ознаменование 40-летия Победы советского народа в Великой Отечественной войне[6].

### Гражданские
- Заслуженный работник бытового обслуживания населения Латвийской ССР (Указ Верховного Совета Латвийской ССР от 7 августа 1973 года[7].
- Орден Дружбы народов (1981).